# 이난영
이난영(李蘭影, 1916년 6월 6일 ~ 1965년 4월 11일)은 전라남도 목포 출생의 일제강점기 트로트 가수이다. 대표곡으로는 〈목포의 눈물〉, 〈목포는 항구다〉, 〈해조곡〉 등이 있으며, 작곡가 박시춘, 작사가 반야월(진방남)과 함께 가요계의 3보(寶)'라고 불린다. 1936년 같은 가수로서 함께 노래했던 김해송과 결혼을 하게 된다. 해방 후에는 김해송이 조직한 KPK악극단 등에서 활동했으며, 6.25로 김해송이 납북된 후로는 자식들과 조카들을 혹독히 연습을 시켰으며 그들은 각각 김시스터즈와 김보이즈로 성장하게 된다. 이 과정에서 같은 가수였던 남인수와 사랑이 싹트는데, 남인수의 폐결핵으로 사랑은 얼마 가지 못하였으며, 2~3년이 지난 1965년 서거했다.
목포에서 친일논란으로 토론회가 열린 가수이다. 이난영은 <신춘엽서>, <이천오백만 감격>과 같은 친일 가요를 두 세 곡 정도 불렀다. 이난영은 <이천오백만 감격>이라는 조선 징병제 시행을 기념하려 제작된 노래에 참여했다. 이런 사실로 미뤄 그의 친일 행적은 분명하다고 할 수 있다. 그런데도 민족문제연구소의 <친일인명사전>엔 그의 이름이 올라 있지 않다. 문화예술 분야의 친일 여부 판단 기준인 지속성과 반복성, 적극성을 놓고 볼 때 현재까지 2~3곡만 밝혀진 상황이어서 지속성이 없는 것으로 판단했기 때문이다. <이천오백만 감격>을 같이 부른 남인수와 김해송은 전부 친일인명사전에 등록되어 있다. 이난영은 단편적인 친일 행적은 나오지만 추가 사실을 확인할 수 없어 <친일인명사전>에 오르지는 않은 인물이다.

## 생애

### 가수 데뷔 전

#### 출생 ~ 초등학교 (1916 ~ 1929)
이난영은 1916년 6월 6일에, 당시의 주소지 상으로 목포부 양동 72번지에서 태어나게 된다. 아버지는 이남순(李南順)으로 철공업을 하고 있었고, 어머니의 이름은 박소아(朴小兒)였다. 또 두 살 터울의 오빠였던 이봉룡이 있었다. 가정 형편은 넉넉지 못하였으며, 아버지는 술주정뱅이에 집안에 관심이 없었던 것으로 알려진다. 대정(다이쇼) 12년인 1923년 4월 2일 현재의 북교초등학교인 목포공립보통학교의 여자부였던 목포공립여자보통학교에 입학하게 된다.
목포공립여자보통학교는 화재로 인해 합병폐교가 되었음에도, 학교 다닐 적의 학적부가 남아있던 이난영의 학적부에 기재되어 있던 이름은 널리 알려져 있던 이옥례(李玉禮)가 아니었으며, 이옥순(李玉順)으로 기재가 되어 있었다. 대부분의 교과목의 점수는 3점부터 8점까지 다양하였는데, 아마 가정 형편으로 인해 1학년과 3학년 때 휴학을 해 그다지 좋은 점수를 받지 못했다. 하지만 현재의 음악 과목인 창가(昌歌)의 3학년 점수만 유일하게 9점을 받아, 어릴 때부터 노래에 두각을 나타내었다는 것을 알려준다. 이난영은 4학년이 되어서 거주지 이전을 이유로 자퇴를 하게 된다. 자퇴원서의 보호자 란에 써있었던 이름은 아버지 이름인 이남순이었으나, 도장은 오빠인 이봉룡의 도장이 찍혀 있다. 이후 오빠 이봉룡과 함께 조선면화공장이라는 솜공장에 취직을 하여서 오빠의 일을 도와주었으나, 결국 어머니가 아버지와의 불화에 떠나간 제주도로 오빠와 함께 가게 된다.

#### 제주도 (1929 ~ 1932)
이난영은 약 2년간 제주도에서 생활했다. 제주도에는 아버지의 술과 불화를 참지 못해 먼저 목포에서 떠나 제주도에 온 어머니가 있었는데, 당시 어머니는 제주읍에서 극장을 하고 있던 한 일본인 가정집의 식모살이를 하고 있었다. 그 극장은 제주 최초의 극장으로 알려진 창심관(暢心館)이었다. 그곳에서 이난영이 허드렛일을 하며 부르던 노래를 듣고 집주인에게 발탁되어 막간가수로 활동을 하게 되며, 오빠인 이봉룡은 영사기사로 일을 했다고 한다. 창심관은 제주에 위치한 까닭에 갑작스럽게 배가 올 수 없어 영화의 필름이 도착하지 못했으면 그곳에서 유랑 극단이 펼쳐졌는데, 그 사이사이마다 이난영이 노래를 불렀던 것이다. 불의의 사고로 인하여 극장에 화재가 나, 더 이상 무대에 설 수 없던 이난영은, 극장 주인의 추천으로 삼천리가극당의 특별 단원이 되어 제주를 떠나게 된다. 후에 이난영의 딸이자 김시스터즈의 멤버였던 김숙자는 이난영이 제주에 있을 때 해녀를 한 적도 있다고 말하기도 했다.

### 가수 생활

#### 데뷔 (1933)
삼천리가극당에서 순회를 하고, 이난영은 1932년 가을이 될 무렵에 태양극장(太陽劇場)에 가입해 막간가수로 서기 시작한다. 이때 태양극장의 극단장이었던 박승희가 이난영이라는 예명을 지어주게 된다. 그러다가 오사카의 이마자토에서 공연을 하다가 불경기로 인하여 해산이 되었다. 이 새에 어떤 흥업사에 발탁돼 연명하다 오사카에서 이난영의 소문을 듣고 이난영을 찾고 있었던 오케레코드 사장 이철에 의해 스카웃이 되었다고 하는데, 당시 태평레코드 전속작곡가였던 김준영(金駿泳)은 이에 대해 다른 주장을 하고 있다. 김준영은 태평레코드에서 춘향전 전집을 취입하기 위해 오사카에서 공연을 하고 있던 태양극장의 박승희의 허락을 받고 이난영과 태평레코드가 계약을 했으나, 어느날 이봉룡이 나타나 오케레코드와 계약이 되었으니 이난영을 내놓으라고 하는 것이었다. 이 건에 대해 언쟁이 일어났으나 미성년자와의 계약이라는 이유로 태평레코드와 해약이 되었다. 실제로 이난영의 데뷔곡은 태평레코드의 9월 신보로 발표되었던 〈시드는 청춘〉과 〈지나간 옛 꿈〉이었고, 오케레코드에서의 데뷔곡은 1933년 10월에 발표되었던 〈향수〉였다. 그리고 이난영의 아버지였던 이남순이 1933년 8월, 데뷔곡이 나오기 직전에 사망하게 된다.

#### 목포의 눈물 (1934 ~ 1935)
오케레코드와의 전속 계약이 체결된 후 1933년 11월 〈불사조〉로 첫 히트를 치게 되었고, 1934년 2월에 취입한 〈봄맞이〉까지 히트가 되며 슬슬 유명해지기 시작한다. 그해 가을에는 도쿄 히비야 공회당에서 열렸던 전국 명가수 음악대회 유일한 한국인 가수로 혼자 출전하기까지 하였다. 1935년 초에는 오케레코드와 조선일보가 협업하여 제 1회 향토노래 현상(조선 10대도시[경성, 평양, 개성, 부산, 대구, 목포, 군산, 원산, 함흥, 청진]찬가)을 모집해 3000대 1의 확률로 목포에 거주하고 있던 문일석(文一石)이라는 필명을 쓴 사람이 1등으로 당선되게 된다. 이렇게 해서 당선된 가사가 〈목포의 눈물〉과 〈부산 노래〉, 〈평양 행진곡〉이었고, 목포의 눈물의 당시 제목은 〈목포의 사랑〉이었으며, 후에 이철이 〈목포의 눈물〉로 이름을 고치게 된다. 여기에다 원래 고복수가 취입하려 작곡가 손목인이 만들어 놓았던 〈갈매기 우는 항구〉라는 제목의 멜로디에 〈목포의 눈물〉 가사를 넣게 되고, 손목인이 목포에 관한 노래이니 목포 출신 가수가 불러주었음 좋겠다 해서 가수가 이난영으로 바뀌게 된다. 〈목포의 눈물〉은 노래 녹음까지 순탄하게 흘러갔으나 2절의 첫 부분이었던 '삼백년 원한 품은 노적봉 밑에'라는 가사가 검열에 걸려서 가사지만 '삼백련(三栢淵) 원안풍(願安風)은 노적봉 밑에'로 개사하고, 녹음은 개사 전 그대로 한체 1935년 9월 신보로 발표하게 된다. 목포의 눈물은 엄청난 인기를 끌었고 노래를 발표한지 한달 정도 된 1935년 10월 「삼천리」에서 조사한 10대 가수에 3위로 이름을 올리고, 5만장에 판매고 기록과 일본에서까지도 큰 반응을 얻게 된다.

#### 목포의 눈물 이후 (1936 ~ 1938)
이난영은 목포의 눈물을 부른 이후 스타덤에 오르게 된다. 우리나라 최초의 음악 영화인 〈노래 조선〉을 촬영하였고, 1936년 4월에 개봉하게 된다. 그 사이에 같은 가수였던 김해송과의 로맨스에, 결혼도 하기전에 임신을 하게 되었다. 이철은 서둘러 둘의 결혼을 진행하게 되었고, 1936년 12월 24일 오후 네시에 경성의 요릿집이었던 식도원(食道園)에서 결혼식을 올리게 된다. 당시 주례는 연극인 이기세(李基世)였다. 이난영은 영화를 촬영하고 결혼을 준비하는 새에도 노래를 많이 취입하였는데, 1936년 초에 아버지를 그리워하는 마음을 담아서 〈아버지는 어데로〉를 취입하였다. 아버지가 아프면서도 궁핍한 처지에 약 한 번 주지 못하고 떠나간 것을 괴로워하던 이난영은 고향인 목포의 유달산을 언급하여 그 뜻을 전했다. 한편 〈목포의 눈물〉의 여파로 이난영은 오카 란코(岡 蘭子)라는 이름으로 38년까지 일본의 활동을 보였다. 일본에서 낸 작품은 〈別れの船歌(목포의 눈물)〉, 〈アリランの唄(아리랑)〉, 〈春の歡喜(봄맞이)〉, 〈海のふるさと(봄강)〉 등이 있다. 1937년에는 오빠인 이봉룡과 같이 〈고향은 부른다〉를 불렀는데, 남편인 김해송이 작곡을 하였다. 김해송은 처남인 이봉룡에게 작곡을 알려주기도 하였다. 또한 37년 12월 즈음에 〈해조곡〉을 취입하여 다시 한 번 히트를 하게 된다. 1938년에는 오케레코드에서 〈이난영걸작집〉이 발매되기도 하였는데, 곡이 끝날 적마다 배우 심영이 노래의 해설을 하는 형식으로 되어있다.

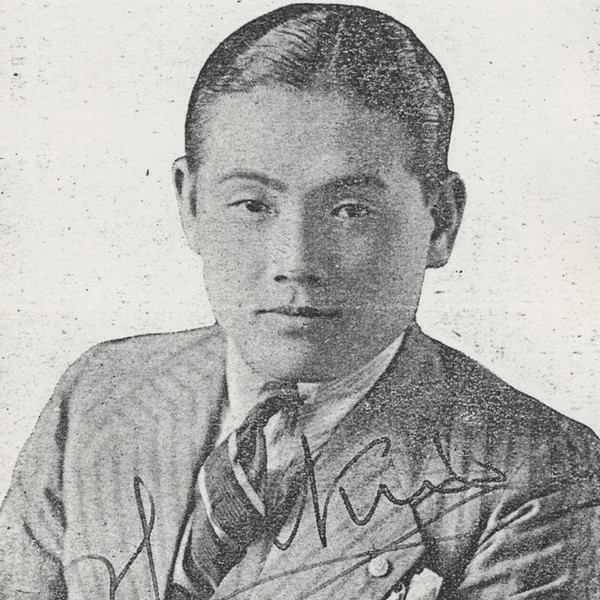
김해송의 사진

#### 조선악극단 (1939 ~ 1945)
1937년부터 2년간 콜럼비아레코드에 있었던 김해송은 1939년다시 오케레코드로 복귀를 하게 되면서 이난영을 위한 〈다방의 푸른 꿈〉을 작곡하였고, 〈다방의 푸른 꿈〉은 우리나라의 최초의 블루스 곡이라 불리며 큰 인기를 얻게 된다. 시간이 지나면서 이난영은 이봉룡이 작곡한 〈목포는 항구다〉를 42년에 불러서 히트를 했지만, 〈항구의 붉은 소매〉나 〈바다의 꿈〉 등 점점 미국의 창법(블루스, 재즈 등)을 사용한 노래가 많아질 때 즈음, 미국이 2차 세계 대전에 참전하게 되며 일본은 미국의 창법을 노래하는 것을 금지시켰을 뿐더러, SP 레코드를 만드는 주 재료인 셸락이 군수물자로 지정되어 이난영 뿐만 아니라 레코드 사 전체에 침체기가 오게 된다. 그래서 대부분의 가수들은 노래를 취입하는 것보단 연극 등을 하며 순회를 하며 돈을 벌게 된다. 오케레코드는 당시 '오케그랜드쇼단'이라는 공연단이 있었는데 1939년 3월에 일본의 순회 공연을 체결케 되고, 이난영도 그곳에 오르게 된다. 그렇게 되면서 '오케그랜드쇼단'이라는 이름도 '조선악극단'으로 변경이 되었다. 또한 순회 공연을 하면서도, 일본 영화인 『사려 깊은 부인(思いつき夫人)』에 출연하기도 하였다. 이후 1943년 말부터 이난영은 김해송과 함께 약초(若草)가극단에 들어가 활동을 하게 되고, 광복 직전인 1945년 8월에는 만타 악극단에서 활동을 하기도 했다.

##### 저고리시스터즈
'조선악극단'은 규모가 커 여러 팀으로 나뉘기도 했다. C.M.C악단(손목인 악단)이나, 아리랑보이즈, 저고리시스터즈 등이 있었는데 C.M.C 악단은 15인조로, 아리랑보이즈는 고정 멤버는 없지만 보통 김해송, 송희선, 현경섭, 박시춘에 어떤 사정이 생겨 참석하지 못하는 사람이 있으면 이복본이나 김정구 등이 하기도 했다. 저고리시스터즈는 이난영과 장세정이 고정이었고, 홍청자나 김능자, 서봉희, 박향림, 이준희 등 많은 가수 혹은 무용가들이 저고리시스터즈로 활동을 하였다. 아직 공식적으로 발견된 저고리시스터즈의 음반은 없다. 이난영은 그런 저고리시스터즈의 대표멤버이자 리더로 활동을 한다. 활동은 주로 다른 가수들과 함께 노래를 부르거나 멤버들끼리 춤을 추는 형식이었다. 김정구의 말에 의하면, 민요 같은 우리나라의 노래를 부를 때는 이름에 맞게 저고리와 족두리를 썼고, 서양 노래를 부를 때면 새하얀 드레스를 입었다고 한다. 이렇게 프로젝트로 결성된 저고리시스터즈는 해방 후 해체되었다.

#### 광복과 KPK 악극단 ~ 6.25 (1945 ~ 1953)
광복이 되던 날, 박시춘은 그날 밤에 무료 공연을 하였고, 금지 됐던 재즈를 연주하였다고 한다. 이때 김해송은 KPK 악극단을 조직하게 된다. 이철이 1944년 사망하면서 흐지부지된 '조선악극단'을 이어가게 되는 것이다. KPK의 이름 뜻은 김해송, 백은선, 김정환(김정항)의 이니셜을 따 만들어진 것으로, 미군들의 위문공연을 자처하여 큰 인기를 끌었다. 주요 단원에는 이난영, 장세정, 심연옥, 신카나리아, 윤부길, 백설희, 계수남, 홍청자 등 유명인사들이 대거 출연하기도 했다. 대표 공연으로는 《로미오와 줄리엣》 《칼멘 환상곡》 《천리춘색》 《천국과 지옥》 등이 있었다. 이 중 이난영은 《로미오와 줄리엣》에서 로미오 역을 맡았고, 그 역할을 수행키 위해 머리카락을 짧게 자르기까지 하였으며, 《칼멘 환상곡》에서는 돈 호세 역을 맡기도 하였다. 한편 1947년 이난영은 남인수, 심연옥, 노명애, 계수남과 함께 해방 이후 최초로 나온 음반으로 알려져 있는 〈흘러온 남매〉를 고려레코드롤 통하여 취입하게 된다. 이 노래를 취입한 인물들은 모두 KPK 소속으로 이 곡이 《남남북녀》 라는 KPK 악극단의 주제곡이 아닐까라는 말이 있으나, 확실치는 않다.
K.P.K 악극단이 《로미오와 줄리엣》과 《칼멘 환상곡》을 마친지 얼마 지나지 않아서 6.25 전쟁이 터지게 된다. 이때 미처 남쪽으로 피난을 하지 못했던 김해송이 납북이 된다. KPK 소속의 한 후배가 좌파사상을 가지고 있었는데, 미군의 위문 공연을 한 이유로 이를 바로 고발하였다. 이후 이난영은 서대문형무소에서 김해송을 만나기 위해 계속 빙빙 돌았으나, 결국 김해송을 만나지 못한 채 강제로 헤어지게 된다. 후에 북한에선 50년대 중반에 결핵으로 사망했다고 알려지기도 했다. 김해송을 만나지 못한 채 아이들을 데리고 부산으로 간 이난영은 미군의 위문공연을 다니면서 자녀들을 혹독하게 교육시키기 시작했다. KPK악극단은 이름을 이난영악단으로 바꾸었으나, 1년을 넘기지 못한 채 파산에 이르게 되었다

##### 자살미수
1948년 8월 18일 당시, KPK악극단은 춘천에 머무르고 있었다. 이난영은 18일 밤 11시 경에 소양강 백사장에다 「나는 갑니다 김해송」이라는 말을 적어놓고는 강에서 투신자살을 시도하였다. 마침 그곳에서 순찰을 돌고 있었던 소양로파출소의 박영훈(朴永勳)이란 순경이 이난영을 구출하였다고 한다. 당시 순경은 순찰을 돌던 도중 웬 여인이 심상치 않은 모습으로 강가에 와 있어서 누구냐고 물었으나, 아무 말이 들리지 않았고 그 여인이 곧장 강가에 뛰어들자, 헤엄을 쳐서 구출을 하였다고 언급하였다. 당시 신문에 의한 자살 동기는 김해송과의 의견 충돌로 사소한 언쟁이 있었기 때문이라고 하였는데, 당시 김해송은 같은 KPK 악극단의 단원과 염문이 나 있었다. 그 대상은 이난영과 함께 저고리시스터즈로 공연을 몇 번 같이 하기도 했었으며, 이난영과 김해송이 조선악극단에서 약초가극단으로 옮길 때, 둘을 따라간 조선악극단의 멤버 중 한 명이었던 홍청자였다. 심지어 어떤 한 기사는 김해송의 부인이 이난영이 아닌 홍청자라고 언급하기도 하였다.

#### 김시스터즈와 김보이즈의 미국과 남인수 (1953 ~ 1962)

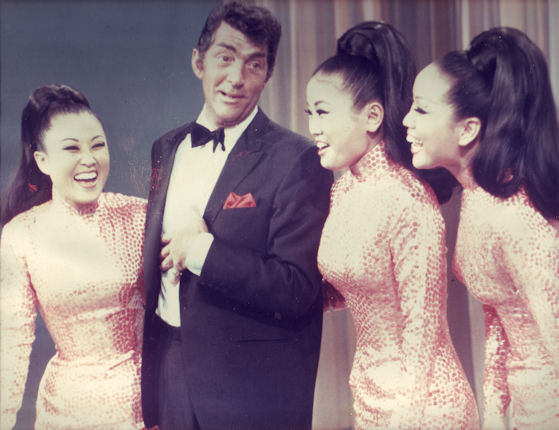
김시스터즈와 딘 마틴

김시스터즈의 데뷔 무대는 1953년 미 8군 부대에서 이루어졌다. 원래 멤버는 이난영의 세 자녀인 영자와 애자, 숙자로 결성되려 하였으나, 데뷔하는 과정에서 맏언니였던 영자가 빠지고 조카인 민자가 들어오게 된다. 그렇게 세 명은 1959년 미국에까지 진출하게 된다. 그렇게 미국에서 성공해 설리번 쇼에도 22번 출연하고, 라스베이거스에서 주급으로 1만 5천달러를 받으면서 생활하는 김시스터즈에 이어, 1961년에는 맏아들 영조를 제외한 영일, 상호, 태성이 각각 영일, 영호, 영성이라는 예명으로 김보이즈라는 그룹으로 활동하게 되어 미국으로 가게 된다. 이난영은 남편인 김해송을 잃었고, 자녀들도 미국으로 가 외로움과 쓸쓸함은 배가 된다. 그런 이난영은 명동에서 신카나리아가 운영하고 있었던 카나리아다방을 자주 가게 된다. 옛 동료들이 늘 있었기 때문인데, 그녀의 유일한 즐거움은 이곳에서 나왔다. 1957년에는 동료 가수였던 고복수의 은퇴 공연이 성사하게 치루어지면서 이난영도 그곳에서 목포의 눈물을 부르게 된다. 이난영은 그날 목포의 눈물 1절과 3절을 불렀는데, 3절에 와서는 그동안의 설움이 터지며 눈물을 흘리면서 노래를 하게 되고, 그 때 부른 목포의 눈물은 이난영의 목포의 눈물 중 최고의 절창으로 뽑히고 있다.
한편 이난영은 술과 아편 등에 절어 피폐한 삶을 보내는 와중에 남인수와 사랑이 싹트게 된다. 가끔씩 남인수의 병수발을 들러 오던 이난영이 눈에 맞게 된 것인데, 남인수와의 사랑은 남인수의 심각한 결핵으로 인해 오래 가지 못하였다. 비록 짧은 세월이었지만, 이난영과 남인수는 크게 사랑 하였고, 남인수는 병상에 있는 채로 〈눈 감아 드리오리〉를 취입하게 된다. 반야월 작사에 이봉룡 작곡으로, 둘의 사랑을 알고 있는 반야월과 이봉룡이 노래를 만들어 준 것이다. 결국 남인수는 이난영의 무릎을 벤 채로 사망하게 되며, 이난영은 더욱 심한 우울증으로 고생을 하게 된다.

#### 말년과 사망 (1962 ~ 1965)
남인수가 사망을 하고, 자녀들은 계속 미국으로 오라는 성화에 응답하여 1962년 12월 22일 서울을 떠났다. 그런 이난영은 김시스터즈와 함께 미국 TV쇼에 출연하기도 하고, 하와이에서 목포의 눈물을 부르기도 하였으나, 미국의 음식에 적응하지 못한 김시스터즈에 김밥을 만들어 주면서 뒤치다꺼리를 하다가 1963년 8월 24일에 다시 귀국하게 된다. 그 후에 이난영은 몇몇 행사에 참여를 하기도 했으나, 예전에 비해선 크게 활동이 줄었고, 1965년 3.1절 기념 가요 40년제의 출연을 마지막으로 더 이상의 출연을 않다가 1965년 4월 11일 새벽 6시 서울 회현동의 자택에서 사망하였다. 사인은 알코올 중독으로 인한 심장마비 혹은 자살로 추정되며, 영결식은 4월 15일 한국 연예인협회장으로 치러졌다. 영결식에는 수많은 가수들이 참석해 슬퍼하였고, 한 달이 지난 5월에는 광복 후에 북으로 건너갔던 가수 왕수복이 판문점을 찾았고, 이난영을 자신과 같은 또래인데 작고하였다니 안타깝다 언급하기도 했다. 이때 김시스터즈와 김보이즈는 참석을 하지 못하였는데, 공연이 잡혀있기도 했고, 한국으로 들어가면 비자 발급이 어려웠기 때문이라고 한다. 김시스터즈와 김보이즈는 1970년이 되어서야 묘소를 방문했다고 한다.

### 그 외
- 1941년 - 오케레코드의 주최로 이난영의 가수 생활 10년 기념 표창장과 공연이 열렸다.
- 1958년 - 독고성, 전옥, 최봉, 황해 주연의 영화 『목포의 눈물』이 방영되었다.
- 1964년 - 김진규, 남궁원, 최은희 주연의 영화 『님은 가시고 노래만 남어』가 방영되었다. 이난영의 일대기를 담은 영화이다.

- 1968년 - 제 1회 난영가요제가 개최되었다. 주최자는 호남매일신문사이나 후에 목포문화방송으로 바뀐다.
- 1969년 - 유달산에 목포의 눈물 노래비가 건립되게 된다. 목포시 대안동에서 악기점을 하던 박오주(朴午周)씨가 600만원을 기증하여 세워진 노래비이다. 국내 최초의 대중가요 노래비였다.
  - 이난영과 남인수를 주제로 한 영화 『이 강산 낙화유수』가 개봉한다. 주연은 김진규, 문정숙, 최성호, 박암.
- 1986년 - 사후 21년 만에 목포시의 시민의 상(교육문화부분)을 수상하였다.
- 1991년 - 폐지되었던 난영가요제가 다시 개최되었다.
- 2003년 - 목포 양동 이난영 생가에 소공원을 조성하였다. 소공원에는 이난영의 흉상이 존재한다.
- 2005년 - 이난영 기념사업회가 발족된다.
- 2006년 - 경기도 파주에 있던 이난영 묘지를 삼학도로 이전하였다. 이전된 곳은 난영공원이다.
  - 난영공원에 〈목포는 항구다〉의 노래비가 건립된다.

## 이난영이 부른 노래
이난영은 데뷔를 한 1933년 하반기부터 태평양 전쟁의 군수 물자로 인해 광복 전까지 음반을 내지 못했던 1944년과 1945년을 제외하고는 거의 매달 한 두 개의 음반을 발매하였고, 이난영은 총 200개가 넘는 곡을 부르게 되어 일제강점기 때 가장 많은 음반을 낸 가수가 되었다.

## 친일 논란
이난영이 현재 부른 곡 중 발견된 군국가요는 총 두 곡으로, 1943년 11월에 발매된 〈이천오백만 감격〉과 1942년 1월에 오케레코드에서 발매한 군국가요 모음집 「오케- 가요극장」의 〈신춘엽서〉이다. 민족문제연구소는 친일인명사전의 등재 기준을 적극성, 반복성, 중복성, 지속성의 여부로 보았는데, 조선 징병제 시행을 기념하기 위해 만들어진 〈이천오백만 감격〉에서 이난영은 후렴구만 불렀으며, 독창으로 부른 〈신춘엽서〉까지 합하여 한 두곡 부른 정도로는 그 친일의 여부를 정확하게는 알 수 없기 때문에 친일인명사전에 이름을 올리지는 않게 되었다. 이에 대하여 이난영 기념 사업회는 목포에서 시민 토론회를 열어, 이난영의 행적을 대중음악적, 사회와 역사적 관점으로 평가를 하는 자리를 마련하기도 하였다. 한편 남편인 김해송과 남인수, 오빠인 이봉룡을 포함, 장세정과 이철, 반야월, 박시춘, 이재호 등 수많은 동료가 친일인명사전에 그 이름을 올리게 되었다.

## 가족 관계
- 아버지 : 이남순(李南順)
- 어머니 : 박소아(朴小兒)
- 오빠 : 이봉룡(李鳳龍)
  - 조카 : 이민자 (李民子)
- 남편: 김해송(金海松)
- 자녀
  - 딸 : 김영자(金英子) 김숙자(金淑子) 김애자(金愛子)
  - 아들 : 김영조(金英祚) 김영일(金英一) 김상호(金相浩) 김태성(金泰成)

## 같이 보기
- 목포의 눈물
- 목포는 항구다
- 김시스터즈
- 김해송
- 이봉룡
- 남인수

## 참고 자료
- 정태영, <<박화성과 이난영 그들의 사랑와 이즘>> (뉴스투데이, 2009)
- 강옥희; 이영미; 이순진; 이승희 (2006년 12월 15일). 《식민지시대 대중예술인 사전》. 서울: 소도. 246~268쪽. ISBN 978-89-90626-26-4.
- 이동순 (2007년 7월 26일). “[이동순의 가요이야기 .11] 민족의 한과 저항 담아낸 '목포의 눈물' 이난영”. 영남일보. 2008년 7월 16일에 확인함.[깨진 링크(과거 내용 찾기)]
- 최성환 (2006년 3월 9일). 가수 '이난영'을 이야기하다 〈목포의 눈물〉 여가수 이난영 평전 ①
- 최성환 (2006년 3월 31일). 항구의 딸로 목포에서 태어나다 "목포의 눈물"의 가수 이난영 평전②
- 이동순 (2019년 8월 14일) 목포노래로 담아낸 한과 저항-이난영
- 동아일보 (1962년 1월 1일) - 『九人歌族』
- 동아일보 (1965년 5월 11일) - "李蘭影씨가 作故했다니---"
- 동아일보 (1948년 9월 1일) - 李蘭影自殺未遂
- 최성웅 (2018년 10월 25일) - 호남정서 목포의 눈물
- 조용연 (2019년 4월 2일) - 대중가요의 골목길1(목포-1)1눈물의 종점, 목포는 항구다
- 안관옥 (2016년 3월 10일) - '목포의 눈물' 가수 이난영 친일이었을까 보관됨 2019-08-29 - 웨이백 머신

1. ↑  {{뉴스 인용url=https://www.hani.co.kr/arti/area/area_general/736504.html
|제목=가수 이난영과 ‘목포의 눈물’
|출판사=한겨레
|저자=오세준
|날짜=2016-03-23
}}